# Jean de La Barrière
Pour les articles homonymes, voir de La Barrière.
Jean de la Barrière, né le 29 avril 1544 à Saint-Céré, Lot (France) et mort le 25 avril 1600 à l'abbaye Saint-Bernard-aux-Thermes, à Rome, est un abbé et un réformateur de l'abbaye Notre-Dame de Feuillant, près de Toulouse.

## Biographie
De famille profondément chrétienne (son père était originaire du Quercy) Jean fit ses humanités à Toulouse et à Bordeaux. En 1562, il fut nommé abbé commendataire de l'abbaye des Feuillants, près de Toulouse, mais ne prit possession de son titre qu'en 1565. Il continua et termina ses études ecclésiastiques à la Sorbonne de Paris. En 1573, il prit la résolution devant Dieu de se faire moine dans sa propre abbaye et de la réformer. Après avoir fait son noviciat et profession monastique à l'abbaye d'Eaunes et y avoir été ordonné prêtre (1577). La même année, il reçoit la bénédiction abbatiale à Toulouse. Jean retourna à Feuillant. La douzaine de moines qui y menaient une vie mondaine restaient réfractaires à toute idée de réforme.
Devant la ténacité de leur jeune abbé, les opposants à la réforme partirent en d'autres monastères, et l'abbé resta avec quatre religieux. En 1586, la réforme de Feuillant reçut la première approbation papale de Sixte V, et l'année suivante l'abbaye comptait près de 150 religieux.
Des fondations furent faites, d'abord à Rome, puis à Paris. Une communauté de moniales fut créée à Bordeaux.
Certaines pratiques de discipline ascétique introduites à Feuillant étant excessives et éloignées de la règle de saint Benoît, les cisterciens s'en alarmèrent. Des tensions s'ensuivirent et l'abbé de Feuillant envisageait de rompre avec Cîteaux. Deux ans plus tard, un chapitre général des Feuillants de France et d'Italie eut lieu à Rome, présidé par un délégué du pape. Afin de retrouver la paix entre les communautés, l'abbé de Cîteaux et l'abbé de Feuillant furent contraints à la démission. Jean de La Barrière fut privé de tout pouvoir sur la congrégation qu'il avait fondée, et eut à subir de nombreuses et pénibles accusations. Il vécut huit ans au monastère Saint-Bernard-aux-Thermes à Rome. Grâce à l'intervention de Robert Bellarmin, son procès fut révisé et il fut réhabilité. À la mort du roi de France Henri III, il prononce l'oraison funèbre du monarque lors de ses funérailles. Mais il ne survécut pas longtemps à ces évènements, et mourut à Saint-Bernard-aux-Thermes le 25 avril 1600 où il est enterré.
Les religieux de Feuillant, qui célébraient leur fondateur le 25 avril, en avaient obtenu la tête et le cœur, et ces reliques sont aujourd'hui conservées dans un des piliers de la basilique Saint-Sernin de Toulouse (inscription en latin).
Jean de La Barrière est mentionné dans les contes philosophiques de Voltaire.